# Cermei, Arad
Cermei (în maghiară: Csermő, în germană: Tschermei) este satul de reședință al comunei cu același nume din județul Arad, Crișana, România.

## Așezare
Localitatea Cermei se află situată în Câmpia Teuzului, în bazinul râului Sartiș, la o distanță de 67 km față de municipiul Arad.

## Istoric
Prima atestare documentară a localității Cermei datează din anul 1429. 

## Economia
Economia este una predominant agrară, cu ambele sectoare componente bine dezvoltate.

## Turism
Pe vatra veche a satului, situată la sud de actuala, a existat o biserică de lemn despre care în conscripția lui Sinesie Jivanovici din anul 1755, se notează că avea hramul "Sfântul Mucenic Dimitrie", fiind foarte veche. 
Actuala biserică, edificată din piatră între anii 1875-1881, are hramul celei vechi. 
După 1989, comunitatea a început edificarea unui nou lăcaș de cult, finisat la 28 iulie 2002.

## Învățământ
În apropierea actualei clădiri a liceului, la nr. 267, se găsește una din cele mai vechi școli din județul Arad, atestată documentar din anul 1793.